# همسران علی بن ابی‌طالب
از میان همسران علی بن ابی‌طالب، اولین ازدواج علی، ازدواج او با فاطمه زهرا، دختر محمد پیامبر اسلام است. واقدی گزارش می‌کند که وقتی علی بن ابی‌طالب از دنیا رفت، ۴ همسر به نام‌های لیلی تمیمی، ام البنین کلابیه، اسماء بنت عمیس و امامه بنت زینب را در نکاح داشت و غیر از آنان ۱۸ ام ولد برای علی گزارش می‌کند. به گزارش دانشنامه ایرانیکا، علی ۹ زن و چندین کنیز داشت و دارای ۱۴ پسر و ۱۹ دختر بود که از میان آنان حسن، حسین، زینب، محمد حنفیه و عباس مشهورترند. طبق منابع شیعی تعداد کل فرزندان علی ۲۷ یا ۲۸ بود. مادر محمد حنفیه، کنیزی آزادشده به نام خوله دختر جعفر حنفیه بود. از میان فرزندان علی، ۵ نفر صاحب نسل شدند.

## اطلاعات پایه
علی بن ابی‌طالب، امام اول شیعیان و خلیفه چهارم و از خلفای راشدین به روایت اهل سنت است. و به تاریخ ۱۳ رجب سال ۳۰ عام الفیل در مکه به دنیا آمد. پدرش ابوطالب از بزرگان مکه بود. وی پسر عموی محمد و اولین مؤمن به پیامبری او بوده‌است. وی در باورهای اسلامی، از اصحاب کسا است و از مهمترین اهل بیت محمد به حساب می‌آید. وی به تاریخ ۱۹ رمضان سال ۴۰ ه‍.ق بر اثر ضربت شمشیر ابن ملجم مرادی در مسجد کوفه جراحت برداشت و دو روز بعد در ۲۱ رمضان همان سال درگذشت.

## اولین ازدواج
اولین ازدواج علی، ازدواج او با فاطمه زهرا، دختر محمد پیامبر اسلام است. بر اساس آنچه منابع شیعی گزارش می‌کنند، این ازدواج از جمله کرامت‌های الهی علی بن ابی‌طالب بشمار می‌رود. روز این ازدواج، ۱۶ روز پس از مرگ رقیه دختر محمد (همسر عثمان) و پس از واقعه بدر صورت گرفته‌است. این ازدواج در شوال و در شهر مدینه رخ داده‌است. برخی منابع تاریخ این ازدواج را سوم ذی حجه دانسته‌اند. علی در دوران حیات فاطمه، با وجود آنکه اسلام تعدد زوجات را امری مباح تلقی می‌کرد، با زن دیگری ازدواج نکرد. جعفر صادق در بیان دلیل این عدم ازدواج متذکر می‌شود که علی در این دوران از تعدد زوجات منع شده‌بود. فاطمهٔ زهرا، دختر محمد و خدیجه، همسر علی بن ابی‌طالب، مادر حسن و حسین، و یکی از پنج عضو آل عباست. نسل علی از فاطمهٔ زهرا به‌عنوان شریف یا سید شناخته می‌شوند. آن‌ها به‌عنوان تنها نسل بازمانده از محمد، مورد احترام شیعه و سنی اند. علی تا زمانی که فاطمه زنده بود همسر دیگری نداشت، اما پس از او با زنان متعددی ازدواج کرد. به‌جز ۴ فرزندی که از فاطمه داشت، بقیه فرزندانش از همسران دیگر او بودند.
بر اساس داستانی که برخی منابع گزارش کرده‌اند؛ در میانه زندگی مشترک علی و فاطمه، علی از جویره دختر ابوجهل خواستگاری می‌کند. به نقل این داستان، این کار بر فاطمه گران می‌آید و محمد نیز با این ازدواج مخالفت می‌کند. با این وجود منابع مختلفی در اصل ماجرای خواستگاری علی از دختر ابوجهل، تردیدهایی را مطرح کرده‌اند. این ماجرا در آثاری چون صحیح بخاری، صحیح مسلم و سنن ترمذی گزارش شده‌است. علی میلانی، این روایت را در کتاب خواستگاری ساختگی مورد نقد محتوایی و سندی قرار داده‌است.

## تعداد همسران و فرزندان
واقدی گزارش می‌کند که وقتی علی بن ابی‌طالب از دنیا رفت، ۴ همسر به نام‌های لیلی تمیمی، ام البنین کلابیه، اسماء بنت عمیس و امامه بنت زینب را در نکاح داشت و غیر از آنان ۱۸ کنیز ام ولد برای علی گزارش می‌کند. شبیه این گزارش در منابع مختلفی چون مطالب السئول و مناقب ابن شهرآشوب نیز گزارش شده‌است. به گزارش دانشنامه ایرانیکا و دانشنامه اسلام، علی ۹ زن و چند کنیز داشت و دارای ۱۴ پسر و ۱۹ دختر بود که از میان آنان حسن، حسین، عباس، و محمد حنفیه مشهورترند. طبق منابع شیعی تعداد کل فرزندان علی ۲۷ یا ۲۸ بود. مادر محمد حنفیه، کنیزی آزادشده به نام خوله دختر جعفر حنفیه بود. از میان فرزندان علی، ۵ نفر صاحب نسل شدند. آنچه مشهور است، علی بن ابی‌طالب در دوران حیات خود، با هفت زن به صورت رسمی عقد ازدواج دائم داشته‌است. اربلی این هفت همسر را، فاطمه زهرا، حوله، لیلی، ام‌البنین، اسماء، امامه و ام سعید گزارش می‌کند. اربلی باقی این همسران را، کنیز ام ولد دانسته‌است. در این میان منابع دیگری چون ابن شهرآشوب، گزارش‌های متفاوت دیگری را نیز گزارش کرده‌اند که بر اساس آنها، علی تا ۱۲ همسر داشته‌است. طبق تعریف حلی در جامع الشرایع، ام ولد کنیزی است که از مولا و صاحب خویش صاحب فرزند شده‌باشد. بر اساس قوانین اسلامی، صاحب ام ولد حق فروش کنیز خود را ندارد و فرزند او نیز آزاد می‌باشد و پس از مرگ صاحب، از سهم الارث فرزندش، آزاد می‌شود.

## فهرست
راهنمای فهرست: ((      ن/م = نامشخص) (قـ. ه = قبل از هجرت) (پـ. ب = بعد از بعثت) (هـ. ق = هجری قمری))
| نام (لقب)                     | نسب (تیره)                                                          | ولادت         | فرزندان از علی | فرزندان از علی                     | سن ازدواج (سال)  | درگذشت        | توضیحات |
| نام (لقب)                     | نسب (تیره)                                                          | ولادت         | عدد            | نام                                | سن ازدواج (سال)  | درگذشت        | توضیحات |
| ----------------------------- | ------------------------------------------------------------------- | ------------- | -------------- | ---------------------------------- | ---------------- | ------------- | --- |
| فاطمه دختر محمد (القاب)       | محمد بن عبدالله بن عبدالمطلب بن هاشم (بنی‌هاشم)                      | ۵ پـ. ب       | ۵              | حسن حسین زینب ام‌کلثوم محسن         | ۱۳               | ۱۱ ه‍. ق        | اولین همسر علی، دختر محمد پیامبر اسلام؛ که در حیات او علی با زن دیگری عقد ازدواج نکرد. پس از هجرت محمد از مکه به مدینه، عمر و ابوبکر و چند تن دیگر خواستار ازدواج با فاطمه بودند، اما محمّد پیشنهاد ازدواج آن‌ها را نپذیرفت و گفت که برای این موضوع منتظر فرمان خداست. مدت کمی پس از هجرت، محمّد به علی گفت که خداوند به وی فرمان داده‌است که دخترش، فاطمهٔ زهرا، را به ازدواج وی درآورد. |
| امامه دختر ابی‌العاص           | ابی‌العاص بن ربیع بن عبدالعزی بن عبدالشمس بن عبدالمناف (بنی‌عبدالشمس) | —             | ۱              | محمد اوسط                          | (۱۱–۱۲ ه‍.ق)       | ۵۰ ه‍. ق        | علی پس از درگذشت فاطمه، به وصیت او با امامه ازدواج کرد. امامه دختر زینب، و خواهر زاده فاطمه بوده‌است. پس از ترور علی بن ابی‌طالب، وصیت کرد تا پس از او با مغیره بن نوفل ازدواج کند تا به سبب این ازدواج معاویه او را به عقد خویش در نیاورد. |
| فاطمه دختر حزام (ام البنین)   | حزام بن خالد بن جعفر بن عامر بن کعب بن کلاب (بنی‌کلاب)               | ۵ ه‍. ق         | ۴              | عباس جعفر عثمان عبدالله            | ۱۷–۲۱ (۱۱–۱۲ ه‍.ق) | ۶۴–۷۰ ه‍. ق     | از فاطمه بنت حزام، در ماجرای نبرد کربلا سخن فراوانی به میان آمده‌است. در روایات منابع شیعه همچون آثار مامقانی و محسن امین، ماجرای ازدواج او با علی به درخواست علی از عقیل برای پیدا کردن زنی از بهترین قبایل در شجاعت همراه است. در تاریخ درگذشت ا اختلاف است. برای او مقامات و کراماتی گزارش شده‌است. در تاریخ ازدواجش، آورده‌اند که پس از درگذشت فاطمه، علی با فاطمه بنت حزام ازدواج کرد و پس از آن امامه را به عقد خود درآورد. با این وجود گزارش‌هایی وجود دارد که ازدواج او را پس از خوله گزارش کرده‌اند. اولین فرزند او عباس است که در سال ۲۶ ه‍.ق به دنیا آمده‌است. |
| خوله دختر جعفر                | جعفر بن قیس بن مسلمه بن ثعلبه بن یربوع بن دول بن حنفیه (حنفیه)      | —             | ۱              | محمد حنفیه                         | (۱۲–۱۳ ه‍.ق)       | ۳۵ ه‍. ق        | در ترتیب ازدواج‌های علی بن ابی‌طالب، خوله سومین یا چهارمین همسر علی عنوان شده‌است. منابع در اینکه او کنیز علی بوده‌است یا آنکه علی او را آزاد کرده و با او ازواج کرده‌است، دچار اختلاف‌اند. در دانشنامه اسلام، وی کنیز علی عنوان شده‌است. علی از خوله صاحب یک فرزند به نام محمد شد. |
| صهبا دختر ربیعه (ام حبیب)     | ربیعه بن بجیر بن عبد بن علقمه بن حرث بن عتبه بن سعد (بنی‌تغلب)       | ۳ قـ. ه       | ۲              | عمر رقیه                           | (۱۲ ه‍.ق)          | بعد از ۶۱ ه‍. ق | مرتضی عاملی، گنجی شافعی و حسینی عاملی، زنی به نام صهبا را از همسران علی گزارش کرده‌اند اما حمویی نامی از او در میان همسران علی نیاورده‌است. تمام منابع بر این مطلب اجماع دارند که او از کنیزان علی بوده‌است و از این رو، منابع اولیه او را همسر علی بن ابی‌طالب گزارش نکرده‌اند. در خصوص زمان و مکان اسارت وی، گزارش‌ها دچار اختلاف‌اند. |
| اسماء دختر عمیس               | عمیس بن معد بن تیم بن حارث بن کعب بن مالک بن قحافه (بنی‌خثعم)        | —             | ۲              | یحیی عون                           | (۱۳ ه‍.ق)          | ۳۸–۶۰ ه‍. ق     | وی زن جعفر بن ابی‌طالب بود و پس از درگذشت جعفر، به عقد ابوبکر درآمد و پس از مرگ ابوبکر، علی با او ازدواج کرد. گنجی شافعی فرزندی به نام عون را نیز به اسماء منسوب می‌داند. با این وجود، منابع در اینکه محمد و عون به عنوان دو فرزند منسوب به اسماء، نام یک فرد باشند یا اینکه آنها از فرزندان مشترک علی و اسماء باشند، دچار اختلاف هستند. |
| محیاء دختر امری‌القیس          | امری القیس بن عدی بن اوس بن جابر بن کعب بن علیم بن کلب (بنی‌کلب)     | ۳ ه‍. ق         | ۱              | —                                  | (۱۳ ه‍.ق)          | ۱۹ ه‍. ق        | گنجی شافعی، حسینی عاملی و مرتضی عاملی همسری را به نام محیا گزارش می‌کند و فرزندی مرده را به او منسوب می‌دانند در حالی که حمویی نامی از او نمی‌برد. ابن حجر عسقلانی گزارش می‌کند که پس از اسلام آوردن امری القیس، علی به همراه حسن و حسین به قبیله آنها وارد شدند و از دختران امری القیس خواستگاری کردند. امری القیس نیز سه دخترش را به عقد آن سه تن درآورد. |
| ام سعید (سعد) دختر عروه       | عروة بن مسعود بن معتب بن مالک ثقفی (بنی‌ثقیف)                        | ۵ ه‍. ق         | ۴              | رمله ام حسن عمر اوسط ام کلثوم صغری | (۲۰ ه‍.ق)          | ۳۵ ه‍. ق        | گنجی شافعی، حمویی و مرتضی عاملی از زنی به نام ام سعید یا ام سعد برای علی بن ابی‌طالب یاد کرده‌اند در حالی که حسینی عاملی چنین زنی را گزارش نمی‌کند. برای او چهار فرزند گزارش شده‌است. |
| لیلی دختر مسعود (ام عبیدالله) | مسعود بن خالد بن ثابت بن ربعی بن سلمی (بنی تمیم)                    | قبل از ۲۲ ه‍. ق | ۲              | عبیدالله ابوبکر                    | (۳۵ ه‍.ق)          | بعد از ۶۱ ه‍. ق | او پس از درگذشت خوله بنت جعفر با علی ازدواج کرده‌است. |

## برای مطالعهٔ بیشتر
- مصاحب، غلامحسین؛ اقصی، رضا, ویراستاران (۱۳۸۱) [۱۳۵۶]. «علی». دائرةالمعارف فارسی. ج. ۲. تهران: مؤسسه انتشاراتی امیرکبیر، سازمان کتاب‌های جیبی. شابک ۹۶۴-۳۰۳-۰۴۴-X.

- Madelung, Wilferd (2004). "Ḥasan b. ʿAli b. Abi Ṭāleb". Encyclopædia Iranica (به انگلیسی). Retrieved 8 August 2017.
- Veccia Vaglieri, Laura (2014). "ʿAlī b. Abī Ṭālib". Encyclopaedia of Islam (به انگلیسی). Vol. ۱ (2nd ed.). Leiden: E. J. Brill. p. ۳۸۱–۸۶.